# Frida och hennes vän
Frida och hennes vän är en svensk TV-serie i fem delar från 1970 i regi av Jan Hemmel. Serien bygger på Birger Sjöbergs vissamling Fridas bok från 1922 och omarbetades till TV-manus av Max Lundgren och Bo Sköld. I rollerna ses bland andra Lis Nilheim, Ernst-Hugo Järegård och Björn Gustafson.

## Avsnitt
1. Den första gång... (6 mars 1970)
2. Svartsjukans demon (13 mars 1970)
3. Drilla på flöjten (19 mars 1970)
4. Som en fjäril, som vind... (27 mars 1970)
5. Jag tror ändå att vi två... (3 april 1970)

## Rollista
- Lis Nilheim – Frida
- Ernst-Hugo Järegård – hennes vän
- Björn Gustafson – Emil, biträde
- Gunn Wållgren – Fridas mor
- Olof Widgren – Fridas far
- Jonas Bergström – Fridas bror
- Georg Funkquist – rådmannen
- Lena Söderblom – Astrea
- Mona Malm – Basens fru
- Gunnar Öhlund	– Basen
- Sölve Dogertz	– Gyllberg
- Stig Törnblom – Musketören
- Jullan Kindahl – gammal skvallertant
- Ingrid Sandgren – Tekla
- Emy Storm	– Teklas mor
- Claire Wikholm – bibliotekarie
- Leif Hedberg – vaktmästare
- Thure Carlman – kund
- Betty Tuvén – kund
- Gun Robertson – hyresvärdinna
- Sven Löfgren – sångbroder

## Om serien
Frida och hennes vän producerades för Sveriges Radio och sändes i TV2 mellan den 6 mars och 3 april 1970.